# 桂林似鮈
桂林似鮈（学名：Pseudogobio guilienesis）为輻鰭魚綱鯉形目鲤科似鮈属的鱼类，是中国的特有物种。分布于珠东水系的西江等，體長可達20公分，该物种的模式产地在广西桂林、融安。

## 扩展阅读
維基物種上的相關：桂林似鮈